# برانیشکوو
برانیشکوو (به چکی: Braníškov) یک منطقهٔ مسکونی در جمهوری چک است که در ناحیه برنو-تسوونتری واقع شده‌است. برانیشکوو ۳٫۶۴ کیلومتر مربع مساحت و ۲۰۰ نفر جمعیت دارد و ۴۸۶ متر بالاتر از سطح دریا واقع شده‌است.